# Нижнє Котнирево
Нижнє Ко́тнирево (рос. Нижнее Котнырево) — присілок у складі Алнаського району Удмуртії, Росія.

## Населення
Населення — 144 особи (2010; 139 в 2002).
Національний склад станом на 2002 рік:
- удмурти — 98 %

## Господарство
В селі діє загальна школа.

## Історія
В 1924 році присілок перейшло до складу Кадіковської сільської ради Алнаської волості Можгинського повіту. 1929 року присілок переходить до Алнаського району. Того ж року в селі створюється колгосп «Селяни». 1950 року він був ліквідований, а з сусідніх утворений колгосп ім. Суворова. В 1954 році Кадіковська сільрада була ліквідована, а присілок відійшло до Кучеряновської сільради. 1964 року і вона була ліквідована і присілок увійшло в склад Байтеряковської сільської ради.

## Урбаноніми[3]
- вулиці — Зарічна, Центральна